# الدب برنارد
الدب برنارد (بالإنجليزية: Bernard)‏ في النسخة الكورية إسمه بيكوم ((هانغل: 빼꼼)) هو مسلسل رسوم متحركة كوميدي إسباني كوري جنوبي فرنسي أمريكي لمدة 3 دقائق للأطفال، المسلسل يعرض المواقف الكوميدية التي يتعرض لها دب قطبي إسمه برنارد، هذا المسلسل هو من إنتاج شركة إستوديوهات أر جي للرسوم المتحركة الكورية، مع نظام البث التربوي الكوري في كوريا الجنوبية و بي أر بي إنترناشيونال في إسبانيا و إم 6 في فرنسا، والرسوم المتحركة تم ابتكارها في الحاسوب بنظام CGI، والسيناريو من تاليف إستوديو 21 الإسباني وإخراج خوسيه لويس أوخا إنريكيز وكلاوديو بايرن ليفييرا، والموسيقى من تأليف ماسيدا رودريغيز، وبرنارد هو واحد من شخصيات Sunday Pants في كرتون نيتورك، وقد تم إنتاج فلم عنه بعنوان Mug Travel في 2007.

## روابط خارجية
- بيرنارد على موقع IMDb (الإنجليزية)
- بيرنارد على موقع نتفليكس (الإنجليزية)
- بيرنارد على موقع كينوبويسك (الروسية)
- بيرنارد على موقع قاعدة بيانات الفيلم (الإنجليزية)